# Покровская церковь (Запорожская Сечь)
Церковь Покрова Пресвятой Богородицы — первая, особо почитаемая церковь на Запорожской Сечи. Основывая Сечь, запорожцы выбирали самое красивое и самое открытое место и на нём, прежде всего, возводили эту церковь, а потом уже все необходимые для проживания здания и сооружения. Церковь располагалась в центре Сечи, а вокруг неё все остальные постройки. По данным Дмитрия Яворницкого, первая церковь Покрова Пресвятой Богородицы была построена в 1576 году. Она была построена из дерева. При Сечевой церкви действовала приходская школа для обучения грамоте, закону Божьему, молитвам и письму. За совершение священнодействий священникам была установлена «роковщина», то есть годовой бюджет на содержание церкви и духовенства. Запорожские казаки считали свою церковь независимой от высшей духовной русской иерархии, решение Коша Запорожского ставили выше власти киевского митрополита, хотя и просили его о назначении священников на Сечь.

## История церкви
Запорожцы отличались крайней религиозностью. Ими был принят обет не допускать на Сечь приходящих, которые не исповедовали православную веру. А представители других религий допускались лишь при принятии православия
По данным Дмитрия Яворницкого, первая церковь Покрова Пресвятой Богородицы была построена в 1576 году. Она была построена из дерева. При Сечевой церкви действовала приходская школа для обучения грамоте, закону Божьему, молитвам и письму. За совершение священнодействий священникам была установлена «роковщина», то есть годовой бюджет на содержание церкви и духовенства. Запорожские казаки считали свою церковь независимой от высшей духовной русской иерархии, решение Коша Запорожского ставили выше власти киевского митрополита, хотя и просили его о назначении священников на Сечь.

## Обустройство церкви
Несмотря на то, что церковь была деревянной, её внутреннее убранство было очень дорогим. Церковные книги и иконы отделывались драгоценными металлами, сосуды были изготовлены из золота и серебра, хоругви и плащаницы отделывались жемчугом, драгоценными камнями и подвесками. Церковные облачения изготавливались из дорогих тканей и расшивались золотыми нитями. Сохранившаяся опись имущества Покровской церкви впечатляет.
Впоследствии, после прихода большевиков к власти, уникальные церковные реликвии времён Запорожской Сечи оказались за границей. Среди них — икона Покрова Пресвятой Богородицы, ризница Покровской церкви Новой Сечи, Евангелие 1759 года, перначи, бунчуки, флаги Новой Сечи, военная печать и 35 куренных флагов Войска Запорожского Низового, 14 запорожских сечевых атаманских и куренных булав и перначей, войсковые и полковые флаги.

## Иное использование церкви
В Сечевой церкви также хранились особенно ценные документы, клейноды и казна Войска Запорожского.

## Изображения

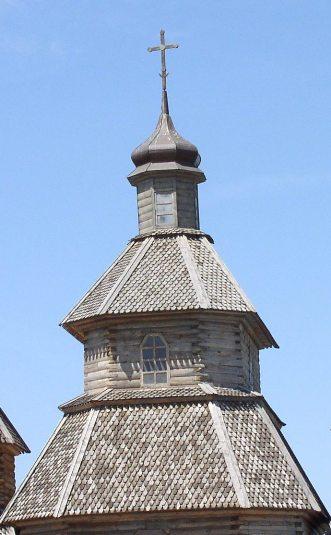
Фрагмент купола Покровской церкви
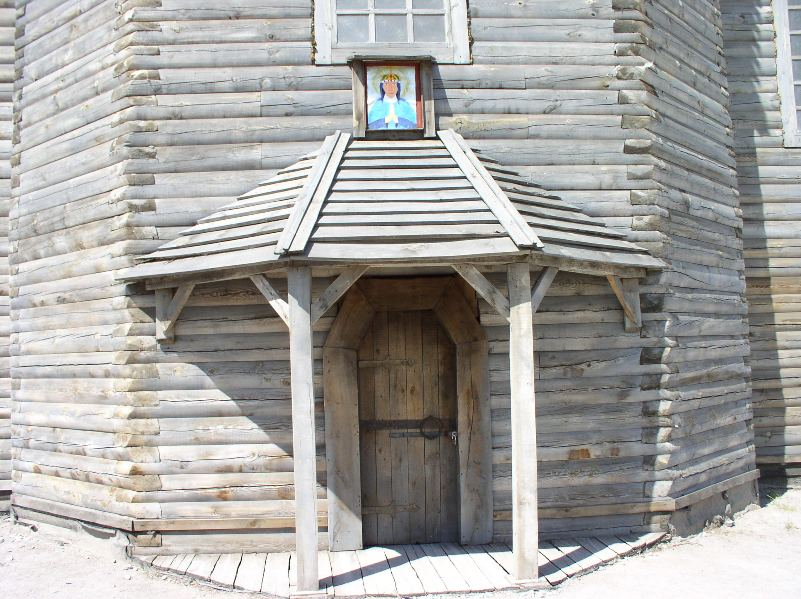
Вход в Церковь Покрова Пресвятой Богородицы